# Nordicum-Mediterraneum
 (juillet 2010).
Nordicum-Mediterraneum est une revue universitaire annuelle en ligne relative aux études méditerranéennes et nordiques.
La revue explore, notamment, les domaines historiques, culturels, économiques, politiques, scientifiques, religieux et artistiques entre l'Islande et l'Italie.
Le comité de lecture est international : 
Éditeur en chef: Prof. Giorgio Baruchello (University of Akureyri), 
Co-éditeur cofondateur Dott. : Maurizio Tani (University of Iceland), 
Membres du comité : Prof. Pierluigi Chiassoni (University of Genoa), Dott.ssa Esin Gören (Istanbul University), Prof. Guðný Guðbjörnsdóttir (University of Iceland), Dr. Rachael Lorna Johnstone (University of Akureyri), Prof. Mikael M. Karlsson (University of Iceland), Dr. Valerio Lintner (London Metropolitan University), Prof. Francesco Milazzo (University of Catania), Dott. Dario Moretta (University of Pisa), Prof. Sergio Morra (University of Padua), Prof. Sigurður Pétursson (University of Iceland), Prof. Hermundur Sigmundsson (Norway University of Science and Technology), Prof. Nicla Vassallo (University of Genoa)[Quand ?]
Nordicum-Mediterraneum est référencée dans l'annuaire des revues en accès libre des bibliothèques de l'Université de Lund et EBSCO host.

### Sources
- (en) « March 2015 – Ten Years of Nordicum-Mediterraneum », sur le site de la revue.
- Joseph V. Femia et Alasdair J Marshall, Vilfredo Pareto : Beyond Disciplinary Boundaries, Ashgate Publishing, Ltd., 2013 (lire en ligne).